# Globoa
Globoa — рід грибів. Назва вперше опублікована 1962 року.